# Южен Нортхамптъншър (община)
Община „Южен Нортхамптъншър“ (на английски: South Northamptonshire) е една от седемте административни единици в област (графство) Нортхамптъншър, регион Ийст Мидландс, Англия.
Населението на общината към 2008 година е 91 000 жители разпределени в множество селища на площ от 634.0 квадратни километра. Главен град на общината е Тоустър.

## География
Община „Южен Нортхамптъншър“ се характеризира с преобладаващ провинциален характер. Разположена е в най-южните части на графство Нортхамптъншър по границата с областите Оксфордшър на югозапад и Бъкингамшър на югоизток.
По-големи селища на територията на общината:
| град           | на английски     | население |
| -------------- | ---------------- | --------- |
| Тоустър        | Towcester        | 10 018    |
| Бракли         | Brackley         | 14 378    |
| Мидълтън Чийни | Middleton Cheney | 3753      |

## Демография
Разпределение на населението по религиозна принадлежност към 2001 година:
| религия          | на английски        | брой жители |
| ---------------- | ------------------- | ----------- |
| Християни        | Christian           | 61 650      |
| Будисти          | Buddhist            | 87          |
| Хиндуисти        | Hindu               | 182         |
| Евреи            | Jewish              | 87          |
| Мюсюлмани        | Muslim              | 144         |
| Сикхи            | Sikh                | 39          |
| Други            | Other               | 166         |
| Атеисти          | No religion         | 11 523      |
| Запазена в тайна | Religion not stated | 5415        |